# Предраг Марсенић
Предраг Марсенић (Београд, 9. октобар 1970) је српски инжењер и политичар, народни посланик Републике Србије од 1. августа 2022. године. Потпредседник је Нове демократске странке Србије (НДСС).

## Биографија
Марсенић је рођен 9. октобра 1970. године у Београду, СР Србија, СФР Југославија. Завршио је Математичку гимназију и Машински факултет Универзитета у Београду, где је стекао диплому машинског инжењера.
Након дипломирања радио је као професор математике, а касније је емигрирао у Канаду где је радио у неколико компанија на развоју прототипова и производњи готових производа у индустрији прецизне механике.
По повратку у Србију радио је у ГСП Београд, положио стручни испит прописан за дипломираног машинског инжењера и радио на управљању инфраструктурним пројектима у области термотехнике, процесног и гасног инжењерства.
Аутор је бројних пројеката из области термотехнике.
Члан је Инжењерске коморе Србије и Друштва машинских и електроинжењера и техничара Србије.

### Политичка каријера
Придружио се Демократској странци Србије (ДСС) 2007. године, а касније је постао потпредседник странке.
На општим изборима 2022. године, ДСС се кандидовао као део савеза Национална демократска алтернатива (НАДА), а Марсенић је изабран за народног посланика.

## Чланство у радним телима Народне скупштине

### 13. сазив Народне скупштине[4]

#### Чланство у одборима
- Одбор за европске интеграције
- Одбор за просторно планирање, саобраћај, инфраструктуру и телекомуникације
- Одбор за спољне послове (заменик члана)
- Парламентарни одбор за стабилизацију и придруживање (заменик члана)

#### Чланство у делегацијама
- Делегација у Интерпарламентарној унији

### 14. сазив Народне скупштине

#### Чланство у одборима
- Одбор за просторно планирање, саобраћај, инфраструктуру и телекомуникације
- Одбор за спољне послове (заменик члана)
- Одбор за финансије, републички буџет и контролу трошења јавних средстава (заменик члана)

#### Чланство у осталим радним телима и делегацијама
- Парламентарни одбор за стабилизацију и придруживање (заменик члана)

#### Чланство у делегацијама
- Делегација у Парламентарној скупштини Савета Европе (заменик члана Делегације)
- Делегација у Интерпарламентарној унији (члан Делегације)

#### Чланство у групама пријатељства
- Белорусија
- Грчка
- Еритреја (председник)
- Русија
- Кипар
- Шведска

## Спољашне везе
- Профил на веб-сајту Народне скупштине Републике Србије